# ダニエル・ホドヴィエツキ

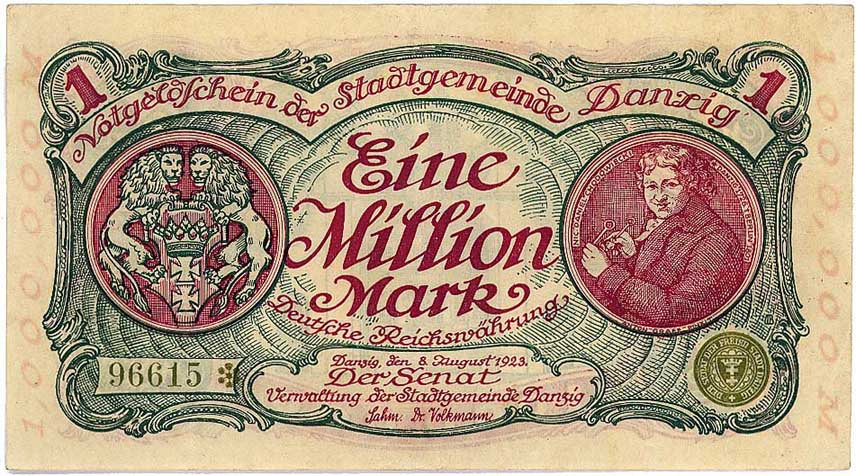
第一次世界大戦後の1923年にダンツイヒで発行された百万マルクの紙幣のデザインになっている

ダニエル・ホドヴィエツキ（Daniel Niklaus Chodowiecki、1726年10月16日 - 1801年2月7日）はポーランド生まれのドイツの版画家である。人生の大半をベルリンで過ごし、ベルリン美術院（美術学校）の校長も務めた。多くの書籍の挿絵を描いた。

## 略歴
当時、ポーランド王国であったダンツィヒ（現在のグダニスク）に生まれた。父親は貿易商人で母親はスイス生まれでユグノーであった。16歳の時父親が没し、ダニエルと弟は教育を受けるために服飾、宝石商のおじの住むベルリンに送られて、エナメル画家のハイド（Johann Jakob Haid）から美術的な訓練を受けた。弟のゴットフリート（Gottfried Chodowiecki）も後に画家になった。1年後ユグノーの絹商人の娘と結婚し、ベルリンに住むフランス人コミュニティと密接な関係を持つようになった。
はじめ、当時の一般向けの印刷物であるアルマナック（年暦）などに絵を描くことによって画家として成功し、世界的に有名な版画家、挿絵画家になった。詩人のレッシング、ゲーテ、シラーの著作の挿絵を描き、ヴァイスが出版した児童向け雑誌"Kinderfreund"の表紙を描いた。一般書の分野でも、バゼドウやザルツマンらの著作にも、銅版画を描いた。当時、ベストセラーとなったオリヴァー・ゴールドスミスやセルバンテス、トバイアス・スモレットの小説の翻訳本にもホドヴィエツキの挿絵が使われた。
ホドヴィエツキは工房をつくり、多くの優れた職人を使い、2300近い銅版画を製作した。油絵の分野では評価は高くない。
1764年からホドヴィエツキはプロイセン王立美術院の会員であったが、「兵隊王」フリードリヒ・ヴィルヘルム1世の時代は、美術院の活動は低調なものであった。啓蒙的で、フランス文化に追随したフリードリヒ2世の治世になると、ホドヴィエツキの友人の画家、ベルンハルト・ローデが美術院の校長に任じられ、美術院の改革が行われた。ホドヴィエツキは1783年から事務局長となり展覧会の責任者となり、1786年から学部長、1789年から副校長となり、ローデの没後校長となり、終生その職にあった。
息子のLouis Guilleaume Chodowieckiも画家、版画家となり、娘のSuzanne Chodowiecka（結婚後、Henry）も画家になった。

## 作品

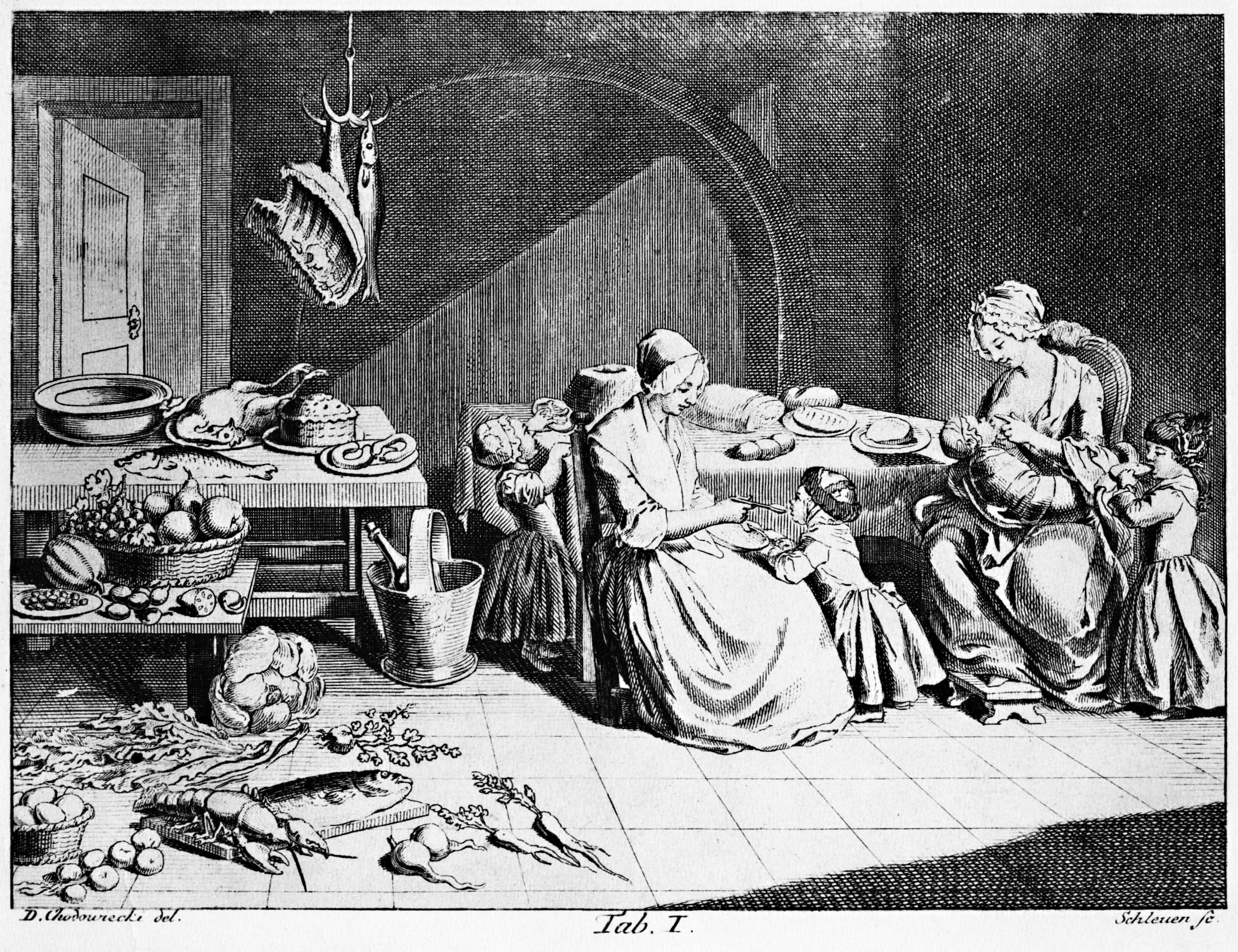
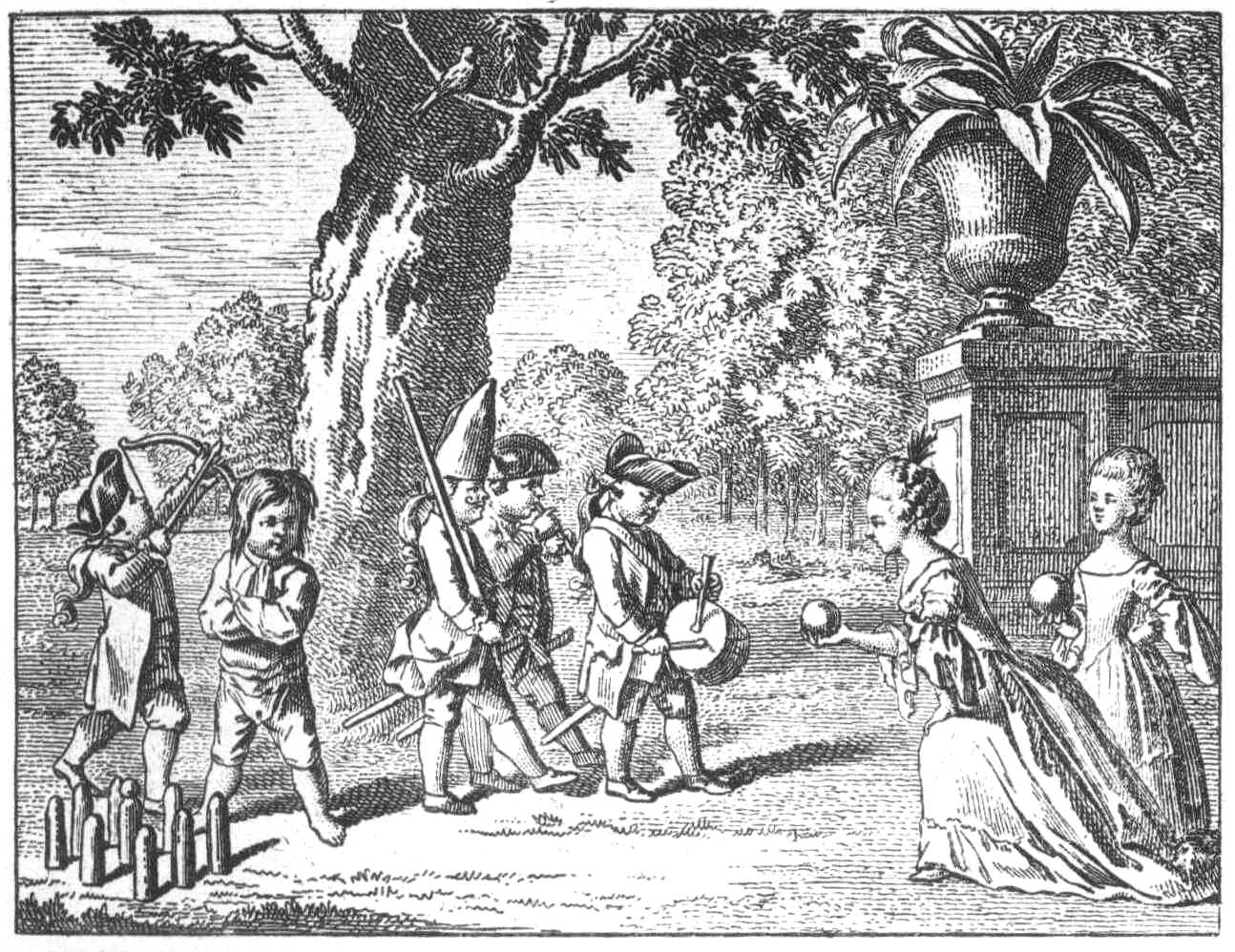
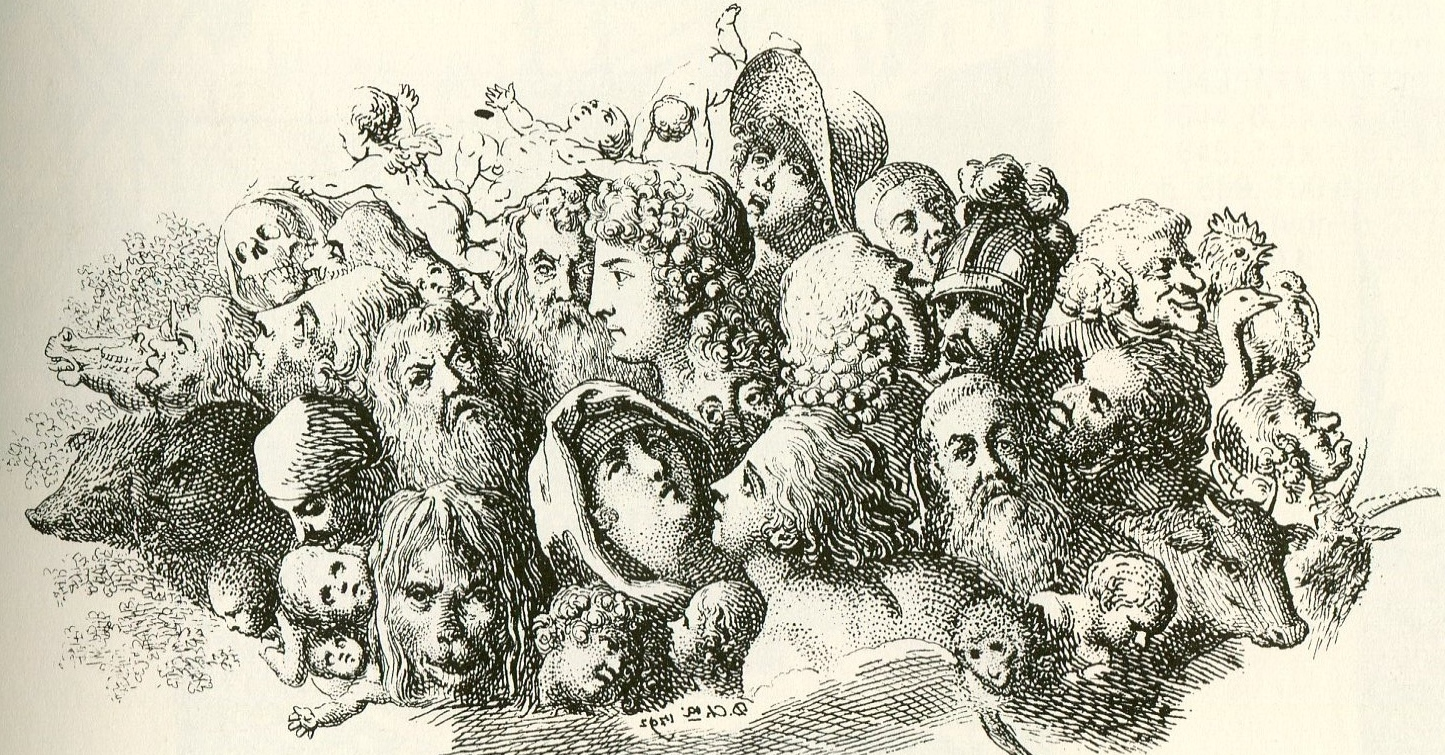